# اولونگ-بلاغ
اولونگ-بلاغ (به لاتین: Ölöng-Bulak) یک منطقهٔ مسکونی در قرقیزستان است که در استان جلال‌آباد واقع شده‌است. اولونگ-بلاغ ۱٬۲۴۱ نفر جمعیت دارد.